# Matthias Sammer
Matthias Sammer (sinh 5 tháng 9 năm 1967) là cựu cầu thủ bóng đá Đức, hiện giờ là huấn luyện viên. Khởi nghiệp ông chơi ở vị trí tiền vệ, sau này nổi tiếng khi chơi libero và được coi là hậu vệ quét điển hình cuối cùng của bóng đá thế giới. Ông giành được danh hiệu Quả Bóng Vàng vào năm 1996, năm mà ông cùng đội tuyển Đức vô địch châu Âu.
Tại Euro 96, Sammer nổi lên như một libero năng động, gợi lại hình ảnh của Lothar Matthäus hồi cuối thập niên 80. Có thể xem Sammer là libero thực sự cuối cùng. Sammer từng 74 lần khoác áo đội tuyển, 23 trong màu áo Đông Đức và 51 cho đội tuyển Đức thống nhất.

## Sự nghiệp
Sammer chơi cho Dynamo Dresden, câu lạc bộ quê hương ông, từ 1987 đến 1990 và trở thành một trong những cầu thủ nổi tiếng đầu tiên của Đông Đức gia nhập một câu lạc bộ phương Tây sau khi nước Đức thống nhất khi ký hợp đồng với VfB Stuttgart năm 1990 (cầu thủ đầu tiên là Andreas Thom, đến Bayer Leverkusen từ BFC Dynamo). Sau đó ông chơi cho Inter Milan (1992-1993) và Borussia Dortmund (1993-1998). Ông có được 2 chức vô địch Đông Đức với Dynamo Dresden (1989, 1990) và 3 chức vô địch Đức, (1992 với VfB Stuttgart, 1995 và 1996 với Borussia Dortmund). Ông cũng có được 1 danh hiệu vô địch Cúp C1 châu Âu với Dortmund năm 1997.
Sau khi giải nghệ vì một chấn thương nặng ở đầu gối năm 1998, Sammer trở thành huấn luyện viên trưởng của Borussia Dortmund năm 2000, dẫn dắt đội đến chức vô địch quốc gia năm 2002. Đội bóng của ông lọt vào đến trận chung kết Cúp UEFA nhưng thua Feyenoord 2-3. Sammer huấn luyện VfB Stuttgart mùa bóng 2004-05, nhưng chỉ kéo dài trong một mùa bóng.
Ngày 1 tháng 4 năm 2006, ông được bổ nhiệm làm giám đốc kĩ thuật của Liên đoàn bóng đá Đức (DFB) trong thời gian 5 năm. Vị trí này mới có ở DFB, có trách nhiệm đối với các đội tuyển trẻ quốc gia, tìm kiếm tài năng trẻ từ 11 đến 18 tuổi, cũng như là áp dụng những thành quả mới nhất của khoa học thể thao vào quá trình huấn luyện của DFB. Sammer cũng tham gia xây dựng hệ thống chiến thuật của các đội tuyển quốc gia của Đức, bên cạnh huấn luyện viên trưởng đội tuyển quốc gia Jürgen Klinsmann (hiện giờ là Joachim Löw).

## Gia đình
Sammer đã lập gia đình và có ba con (2 trai, 1 gái): Sarah, Marvin, and Leon.

## Chuyện bên lề
Sammer là người đã ghi bàn thắng cuối cùng cho đội tuyển Đông Đức trước khi hợp nhất.

## Thống kê sự nghiệp

### Câu lạc bộ
|                     |                       |                     | Vô địch quốc gia | Vô địch quốc gia | Cúp quốc gia    | Cúp quốc gia    | Cúp liên đoàn | Cúp liên đoàn | Cúp châu lục | Cúp châu lục | Tổng cộng | Tổng cộng |
| Mùa giải            | Câu lạc bộ            | VĐQG                | Số trận          | Số bàn           | Số trận         | Số bàn          | Số trận       | Số bàn        | Số trận      | Số bàn       | Số trận   | Số bàn    |
| Đông Đức            | Đông Đức              | Đông Đức            | VĐQG             | VĐQG             | FDGB-Pokal      | FDGB-Pokal      | Cúp liên đoàn | Cúp liên đoàn | Châu Âu      | Châu Âu      | Tổng cộng | Tổng cộng |
| ------------------- | --------------------- | ------------------- | ---------------- | ---------------- | --------------- | --------------- | ------------- | ------------- | ------------ | ------------ | --------- | --------- |
| 1985–86             | Dynamo Dresden        | DDR-Oberliga        | 18               | 8                | 4               | 6               | -             | -             | 6            | 2            | 28        | 16        |
| 1986–87             | Dynamo Dresden        | DDR-Oberliga        | 20               | 7                | 3               | 2               | -             | -             | -            | -            | 23        | 9         |
| 1987–88             | Dynamo Dresden        | DDR-Oberliga        | 19               | 8                | 3               | 1               | -             | -             | 2            | 0            | 24        | 9         |
| 1988–89             | Dynamo Dresden        | DDR-Oberliga        | 25               | 6                | 3               | 1               | -             | -             | 10           | 0            | 38        | 7         |
| 1989–90             | Dynamo Dresden        | DDR-Oberliga        | 20               | 9                | 5               | 4               | -             | -             | 2            | 0            | 27        | 13        |
| Đức                 | Đức                   | Đức                 | VĐQG             | VĐQG             | Cúp bóng đá Đức | Cúp bóng đá Đức | Cúp Liên đoàn | Cúp Liên đoàn | Châu Âu      | Châu Âu      | Tổng cộng | Tổng cộng |
| 1990–91             | VfB Stuttgart         | Bundesliga          | 30               | 11               | 3               | 1               | -             | -             | -            | -            | 33        | 12        |
| 1991–92             | VfB Stuttgart         | Bundesliga          | 33               | 9                | 3               | 1               | -             | -             | 3            | 1            | 35        | 11        |
| Ý                   | Ý                     | Ý                   | VĐQG             | VĐQG             | Cúp bóng đá Ý   | Cúp bóng đá Ý   | Cúp liên đoàn | Cúp liên đoàn | Châu Âu      | Châu Âu      | Tổng cộng | Tổng cộng |
| 1992–93             | Internazionale Milano | Serie A             | 11               | 4                | 1               | 0               | -             | -             | -            | -            | 12        | 4         |
| Đức                 | Đức                   | Đức                 | VĐQG             | VĐQG             | Cúp bóng đá Đức | Cúp bóng đá Đức | Cúp Liên đoàn | Cúp Liên đoàn | Châu Âu      | Châu Âu      | Tổng cộng | Tổng cộng |
| 1992–93             | Borussia Dortmund     | Bundesliga          | 17               | 10               | -               | -               | -             | -             | -            | -            | 17        | 10        |
| 1993–94             | Borussia Dortmund     | Bundesliga          | 29               | 4                | 2               | 0               | -             | -             | 8            | 0            | 39        | 4         |
| 1994–95             | Borussia Dortmund     | Bundesliga          | 28               | 4                | 1               | 1               | -             | -             | 7            | 0            | 36        | 5         |
| 1995–96             | Borussia Dortmund     | Bundesliga          | 22               | 3                | 3               | 1               | -             | -             | 6            | 0            | 31        | 4         |
| 1996–97             | Borussia Dortmund     | Bundesliga          | 21               | 0                | 1               | 0               | -             | -             | 5            | 0            | 27        | 0         |
| 1997–98             | Borussia Dortmund     | Bundesliga          | 3                | 0                | 1               | 0               | 1             | 0             | 1            | 0            | 6         | 0         |
| Quốc gia            | Đông Đức              | Đông Đức            | 102              | 38               | 18              | 14              | -             | -             | 20           | 2            | 140       | 54        |
| Quốc gia            | Đức                   | Đức                 | 183              | 41               | 14              | 4               | 1             | 0             | 30           | 1            | 228       | 46        |
| Quốc gia            | Ý                     | Ý                   | 11               | 4                |                 |                 |               |               |              |              |           |           |
| Tổng cộng sự nghiệp | Tổng cộng sự nghiệp   | Tổng cộng sự nghiệp | 296              | 83               |                 |                 |               |               |              |              |           |           |

### Quốc tế

#### Đông Đức
| Đông Đức  | Đông Đức | Đông Đức |
| Năm       | Số trận  | Số bàn   |
| --------- | -------- | -------- |
| 1986      | 1        | 0        |
| 1987      | 0        | 0        |
| 1988      | 6        | 1        |
| 1989      | 11       | 2        |
| 1990      | 5        | 3        |
| Tổng cộng | 23       | 6        |

#### Đức
| Đức       | Đức     | Đức    |
| Năm       | Số trận | Số bàn |
| --------- | ------- | ------ |
| 1990      | 1       | 0      |
| 1991      | 3       | 0      |
| 1992      | 9       | 1      |
| 1993      | 6       | 0      |
| 1994      | 12      | 2      |
| 1995      | 6       | 2      |
| 1996      | 11      | 3      |
| 1997      | 3       | 0      |
| Tổng cộng | 51      | 8      |

### Bàn thắng quốc tế

#### Bàn thắng cho đội tuyển Đông Đức
Tỷ số của các đội tuyển Đức viết trước:
| #  | Ngày                | Sân                                                     | Đối thủ | Bàn thắng | Tỷ số | Khuôn khổ                |
| -- | ------------------- | ------------------------------------------------------- | ------- | --------- | ----- | ------------------------ |
| 1. | 31 tháng 8 năm 1988 | Friedrich-Ludwig-Jahn-Sportpark, Berlin, Đông Đức       | Hy Lạp  | 1–0       | 1–0   | Giao hữu                 |
| 2. | 6 tháng 9 năm 1989  | Laugardalsvöllur, Reykjavík, Iceland                    | Iceland | 1–0       | 3–0   | Vòng loại World Cup 1990 |
| 3. | 8 tháng 10 năm 1989 | Stadion an der Gellertstraße, Karl-Marx-Stadt, Đông Đức | Liên Xô | 2–1       | 2–1   | Vòng loại World Cup 1990 |
| 4. | 11 tháng 4 năm 1990 | Stadion an der Gellertstraße, Karl-Marx-Stadt, Đông Đức | Ai Cập  | 2–0       | 2–0   | Giao hữu                 |
| 5. | 12 tháng 9 năm 1990 | Constant Vanden Stock Stadium, Brussels, Bỉ             | Bỉ      | 1–0       | 2–0   | Giao hữu                 |
| 6. | 12 tháng 9 năm 1990 | Constant Vanden Stock Stadium, Brussels, Belgium        | Bỉ      | 2–0       | 2–0   | Giao hữu                 |

#### Bàn thắng cho đội tuyển Đức
| #  | Ngày                 | Sân                                               | Đối thủ       | Bàn thắng | Tỷ số | Khuôn khổ                         |
| -- | -------------------- | ------------------------------------------------- | ------------- | --------- | ----- | --------------------------------- |
| 1. | 16 tháng 12 năm 1992 | Estádio Olímpico Monumental, Porto Alegre, Brasil | Brasil        | 1–2       | 1–3   | Giao hữu                          |
| 2. | 2 tháng 6 năm 1994   | Sân vận động Ernst Happel, Viên, Áo               | Áo            | 1–0       | 5–1   | Giao hữu                          |
| 3. | 8 tháng 6 năm 1994   | Varsity Stadium, Manchester, Canada               | Canada        | 1–0       | 2–0   | Giao hữu                          |
| 4. | 8 tháng 10 năm 1995  | Ulrich-Haberland-Stadion, Leverkusen, Đức         | Moldova       | 3–0       | 6–1   | Vòng loại Euro 1996               |
| 5. | 8 tháng 10 năm 1995  | Ulrich-Haberland-Stadion, Manchester, Đức         | Moldova       | 6–0       | 6–1   | Vòng loại Euro 1996               |
| 6. | 4 tháng 6 năm 1996   | Carl-Benz-Stadion, Mannheim, Đức                  | Liechtenstein | 5–0       | 9–1   | Giao hữu                          |
| 7. | 16 tháng 6 năm 1996  | Old Trafford, Manchester, Anh                     | Nga           | 1–0       | 3–0   | Giải vô địch bóng đá châu Âu 1996 |
| 8. | 23 tháng 6 năm 1996  | Old Trafford, Manchester, Anh                     | Croatia       | 2–1       | 2–1   | UEFA Euro 1996                    |

### Huấn luyện
Tính đến 30 tháng 1 năm 2014
| Đội               | Từ                 | Đến                 | Thống kê | Thống kê | Thống kê | Thống kê | Thống kê | Thống kê  |
| Đội               | Từ                 | Đến                 | ST       | T        | H        | B        | % thắng  | Tham khảo |
| ----------------- | ------------------ | ------------------- | -------- | -------- | -------- | -------- | -------- | --------- |
| Borussia Dortmund | 1 tháng 7 năm 2000 | 30 tháng 6 năm 2004 | 183      | 89       | 46       | 48       | 048,63   | [ 3 ]     |
| VfB Stuttgart     | 1 tháng 7 năm 2004 | 3 tháng 6 năm 2005  | 47       | 25       | 8        | 14       | 053,19   | [ 4 ]     |
| Tổng cộng         | Tổng cộng          | Tổng cộng           | 230      | 114      | 54       | 62       | 049,57   | —         |